# Suzuki TS 125

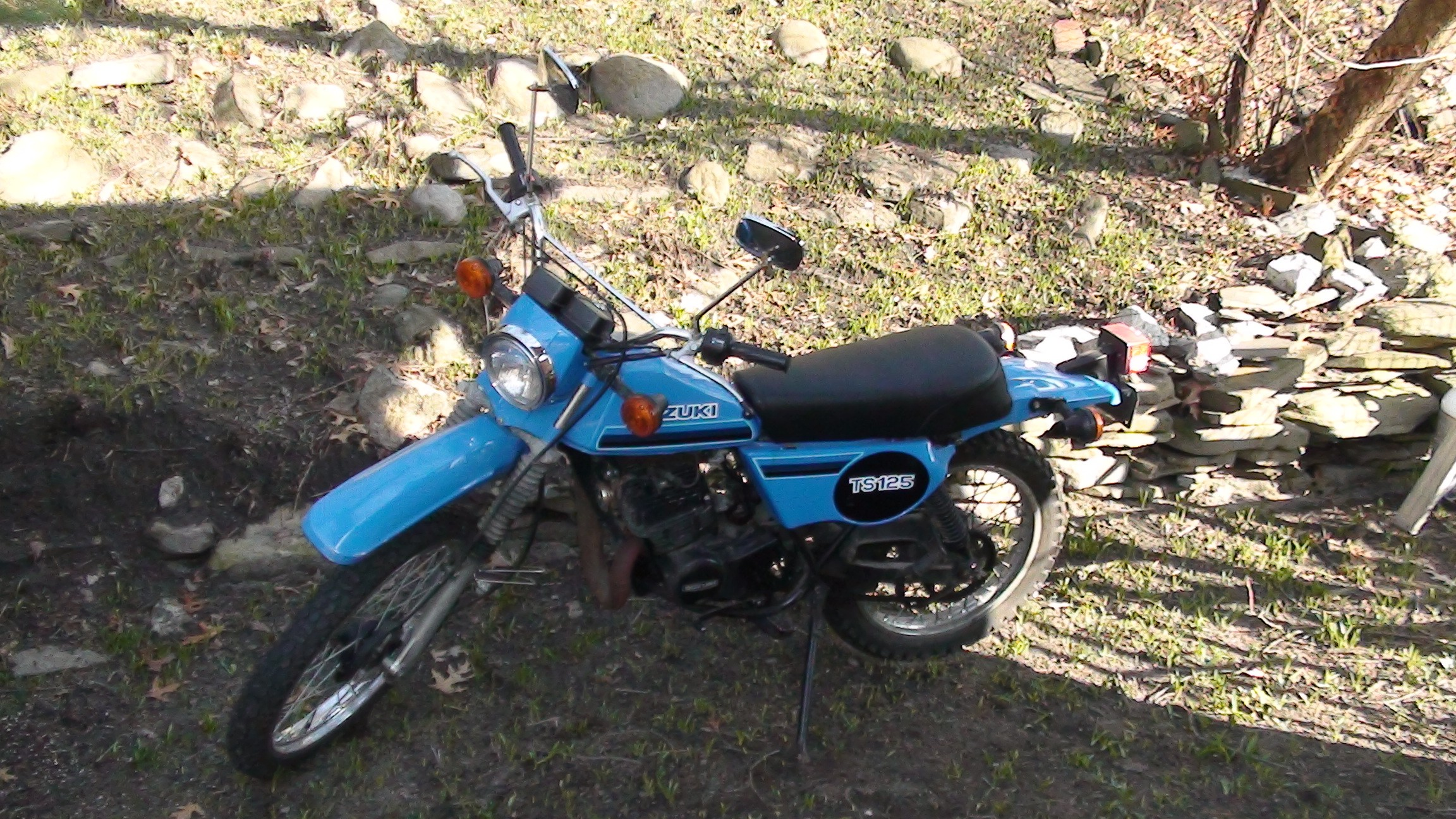
Suzuki TS 125

La 125 TS est un modèle de moto de type trail de la marque japonaise Suzuki.
La TS-R est sortie en 1989.
Il a existé la 125 TS-A, TS-B, TS-C puis TS-C2 (boîte 6 vitesses) en 1979, puis TS-ER appelé ER.
Elle est équipée d’un moteur 2 temps. 
Le poids des TS 125A et TS 125B est de 97 kg tous pleins faits.

## Caractéristiques des TS 125A et TS 125B
DIMENSIONS ET MASSE

Longueur totale : 2 050 mm.

Largeur hors tout : 770 mm.

Hauteur au guidon : 1 155 mm.

Hauteur à la selle (sans charge) : 830 mm.

Empattement : 1 310 mm.

Garde au sol : 235 mm.

Poids tous pleins effectués : 97 kg.

MOTEUR

Type : cycle 2 temps, refroidi par air, incliné de 20° vers l'avant par rapport à la verticale

Système d'admission : par la jupe du piston

Nombre de cylindre : 1

Alésage : 56,0 mm

Course : 50,0 mm

Cylindrée du piston : 123 cm3

Rapport volumétrique : 6,8 : 1

Puissance administrative en France : 1 CV

Puissance maximale : 14 ch SAE à 7 000 tr/min

Couple maximum : 1,5 mkg à 6 000 tr/min

Carburateur : Mikuni VM24SH

Filtre à air : élément en mousse de polyuréthane imprégné d'huile

Système de démarrage : Kick-starter

Système de lubrification : SUZUKI "CCI"

Encombrement du moteur : long. 376 x larg. 285 x haut. 313 mm

SYSTÈME DE TRANSMISSION

Embrayage : type multidisque à bain d'huile

Transmission : 5 vitesses, prise constante

Modèle de changement de vitesse : 1 vers le bas, 5 vers le haut

Réduction primaire : 3.562 (57/16)

Rapport de réduction final : 3,333 (50/15)

Rapports de transmission, bas : 2,750 (33/12)

2ème : 1,812 (29/16)

3ème : 1.250 (25/20)

4ème : 1.000 (23/23)

Haut : 0.800 (20/25)

Chaîne de transmission : DIADO #428D, 118 maillons

PARTIE CYCLE

Suspension avant : Télescopique à amortisseurs hydrauliques. 

Réglage de dureté des ressorts sur trois positions par vis avec rampe crantée interne aux bouchons supérieurs des tubes.

Débattement total : 145 mm

Capacité de chaque tube de fourche : 122 cm3

Utilisation d'huile hydraulique Dexron ATF ou, à défaut, d'huile moteur 10 W 30.

Suspension arrière : Bras oscillant et amortisseurs hydrauliques. Débattement total : 90 mm

Réglage de la dureté des ressorts sur 5 positions.

Axe du bras oscillant monté sur bagues. Graissage par graisseur rapporté.

Angle de braquage : 40° (droite et gauche)

Rayon minimum de braquage : 2,35 m

Angle de chasse : 60°00'

Chasse : 125 mm

Frein avant : tambour Ø 130 mm

Frein arrière : tambour Ø 130 mm

Taille du pneu avant : 2,75-18 4PR

Taille des pneus arrière : 3,25-18 4PR

SYSTÈME ÉLECTRIQUE

Type d'allumage : volant magnétique

Volant magnétique : Nippon Denso 038000-1432-5P

Calage de l'allumage : 20 ° B.T.D.C. à 6 000 tr/min

Bougie d'allumage : NGK B8HS culot court 14 x 12,7 mm

Batterie : FB, GS ou Yuasa type 6N4B – 2A, 4Ah sous 6V. Dimensions : long. 100 x larg. 45 x haut. 95

Fusible : 15A

Phare : 6V 25/25W.

Feu arrière/stop : 6V 5/21 W. (conseillé 6V 4/18W)

Clignotant : 6V 8 W (conseillé 6V 7W)

Témoin de phare : 6V 1,7W

Témoin du compteur de vitesse/compte-tours : 6V 3W

Témoin de point mort : 6V 3W.

Témoin de feux de route : 6 V 1,7 W

Clignotant : 6 V 3 W.

CAPACITÉS

Réservoir de carburant/réserve : 7,0 L

Réserve : 2.0 L

Huile moteur : 1,15 L

Huile de transmission : 550 cm3(SAE 20W40)